# .cs
.cs – domena internetowa przypisana dla czechosłowackich stron internetowych począwszy od 1990 roku. Ze względu na rozpad kraju w 1993 roku na Czechy (.cz) i Słowację (.sk) domena straciła ważność w 1995 roku.
Domena .cs miała być domeną Serbii i Czarnogóry, lecz przed jej przydzieleniem państwo podzieliło się na Serbię (.rs) i Czarnogórę (.me).